# (5515) 1989 EL1
(5515) 1989 EL1 (1989 EL1, 1976 HF) — астероїд головного поясу, відкритий 5 березня 1989 року.
Тіссеранів параметр щодо Юпітера — 3,311.